# Independência do Chile
O Movimento de Independência do Chile entre os anos de 1817 e 1818, liderado por Bernardo O'Higgins, libertou o país da dominação secular espanhola, porém colocou o novo país na órbita do imperialismo inglês, uma vez que, a partir da década de 20 as oligarquias conservadoras assumiram o controle político do país, apoiada pela Igreja Católica, preservando portanto os privilégios da elite criolla. Nesse sentido, a vida econômica do país continuou a basear-se no latifúndio agrário e pecuarista na região sul e na exploração mineral na região norte.

## Histórico
A sociedade formada por uma grande massa de trabalhadores assalariados e por uma pequena elite, sendo parte ligada ao latifúndio e parte ao setor exportador e financeiro. Essa elite manteve o poder político até 1881, quando foi substituída por uma nova elite, caracterizada porém por uma postura liberal e nacionalista, destacando-se o governo de José Manuel Balmaceda (1886-91) que realizou importantes reformas socioeconômicas e acabou por ser derrubado após uma pequena guerra civil. O "Parlamentarismo Chileno" (1891 1925) tornou-se então a fórmula política para que os conservadores mantivessem o poder. A eleição do Presidente da República deveria ser confirmada pelo Congresso Nacional. A primeira metade do século XX conheceu momentos de desenvolvimento industrial e urbano, aproveitando-se das Guerras Mundiais e ao mesmo tempo aumento da dívida externa, da inflação e da dependência em relação ao capital internacional. Desde a década de 20 era o imperialismo norte americano quem detinha maior influência sobre a economia do país e controlava principalmente a exploração de minério (em especial o cobre). Ao mesmo tempo o êxodo rural e o crescimento de atividades urbanas remodelaram a sociedade, originando um proletariado mais significativo, assim como uma maior camada média. Essas mudanças foram acompanhadas no terreno político com a formação de novos partidos políticos e sindicatos, tanto de esquerda como liberais nacionalistas.
Apesar de não ter havido no Chile um líder populista tradicional, a situação política era bem semelhante à de outros países: Polarização. De um lado as forças populares em conjunto com a classe média empobrecida e de outro as elites do campo e da cidade apoiadas no capital estrangeiro e pela Igreja Católica. Essa situação é bastante evidente após a Segunda Guerra Mundial, quando a partir da Doutrina Truman inicia-se a Guerra Fria, percebida na América Latina com a criação do TIAR em 1948. O primeiro reflexo dessa nova situação foi a aprovação da Lei da Defesa da Democracia (chamada Lei Maldita), de 1948, que serviu para promover perseguições políticas a líderes sindicais e de partidos de esquerda. Mesmo com as perseguições, a organização popular tendeu a se fortalecer: em 1951 formou-se a Frente do Povo; em 1953 foi fundada a Central Única dos Trabalhadores e em 1956 foi formada a FRAP (Frente de Ação Popular).[carece de fontes?]
Essas novas organizações refletiam a situação de decadência econômica do país, fruto da queda das exportações e da maior inflação. Na década de 60 desenvolveu-se uma nova alternativa política, o Partido Democrata Cristão - PDC - que atraiu as camadas urbanas, inclusive parte do proletariado. O Governo do PDC a partir de 1964 foi marcado pelo projeto desenvolvimentista, apoiado em empréstimos externos, e pelo início de uma reforma agrária. No entanto, as superficialidades das medidas de Eduardo Frei descontentaram a maioria da sociedade, sendo que o próprio PDC dividiu-se em duas grandes facções ao passo que as camadas populares do campo e da cidade, apoiando as organizações de esquerda organizaram a Unidade Popular, que disputou e venceu, mesmo sem maioria absoluta ganhando no colégio eleitoral as eleições de 1970, levando o socialista Salvador Allende ao poder, que seria deposto  pelos militares chilenos, optando por cometer suicídio com rifle russo presenteado por Fidel Castro, seu mentor, em 11 de setembro de 1973, logo Augusto Pinochet assumiria o poder e governaria de forma ditatorial.